# شیمی آلی کبالت

ویتامین B_{۱۲} و کوفاکتورهای مرتبط از ترکیبات آلی کبالت هستند.

شیمی آلی کبالت، شیمی ترکیبات آلی فلزی حاوی پیوند شیمیایی کربن به کبالت است. ترکیبات آلی کبالت در چندین واکنش آلی نقش دارند و مولکول زیستی مهم ویتامین B۱۲ دارای پیوند کبالت-کربن است. بسیاری از ترکیبات آلی کبالت خواص کاتالیزوری مفیدی از خود نشان می‌دهند که نمونه بارز آن دی‌کبالت اکتاکربونیل است.